# アビドサウルス
アビドサウルス（Abydosaurus） はラテン語で“アビドスのトカゲ”という意味を持つブラキオサウルス科の竜脚類。

## 概要

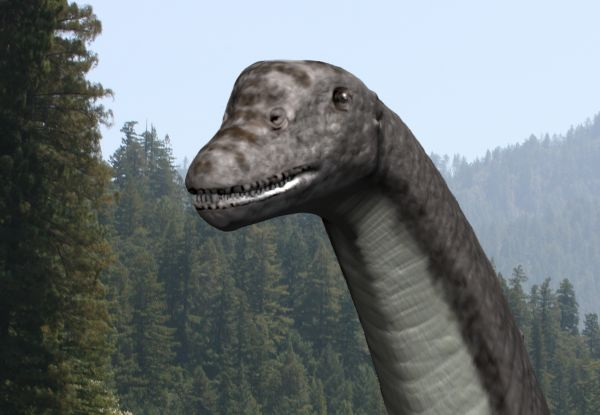
頭部の首の復元

アメリカ合衆国はユタ州にあるダイナソー国定公園の砂岩層から、1990年代後半から2003年にかけて発掘された。これらの地質年代は前期白亜紀の末期、アルビアン（アルブ期：1億1200万年 - 9960万年前）のものであり、ほぼ完全な頭蓋と下顎、それに連なる頚椎など、4体分の若齢個体の化石により2010年に新属新種として記載されている。竜脚類の頭部がほぼ完全な形で見つかることは極めて稀であり、特にアメリカ大陸では白亜紀の竜脚類の完全な頭部というのはそれまで前例がなかったため、この点でアビドサウルスは非常に貴重な資料と見なされる。
発見された標本に基づけば全長はほぼ8m程度と推測されるが、これはまだ若い個体である。このため成熟すると15mほどになったのではないかとも言われている。
それまでに発見されていた他のブラキオサウルス科に比べ、より幅の狭い密集した歯を持つのが特徴である。
その属名の由来アビドスはエジプトの地名である。ナイル川流域に位置する古代の都市で、豊穣神オシリスの頭と首が埋葬されているという伝説があることから、この恐竜の産状とかけて（アビドサウルスの発掘地も河を見下ろす位置にある）、このように命名された。

## 分類上の位置
新竜脚類(Neosauropoda)
- ジョバリア(Jobaria)
- ティタノサウルス上科(Titanosauroidae)
  - ブラキオサウルス(Brachiosaurus)
  - アビドサウルス(Abydosaurus)
  - ティタノサウルス科(Titanosauride)
- ディプロドクス様類 (Diplodocimorpha) 
  - アンフィコエリアス(Amphicoelias)
  - レバッキサウルス科(Rebbachisauridae)
  - ディプロドクス上科(Diplodocoidae)
    - ディクラエオサウルス科(Dicraeosauridae)
      - ディクラエオサウルス(Dicraeosaurus)
      - アマルガサウルス(Amargasaurus)

    - ディプロドクス科(Diplosauridae)
      - アパトサウルス(Apatosaurus)
      - ディプロドクス亜科(Diplodocinae)
        - ディプロドクス(Diplodocus)
        - バロサウルス(Barosaurus)
        - スーパーサウルス(Supersaurus)